# 順化大學
顺化大学是一个位于越南顺化市的公办综合性大学。此大学包括：顺化师范大学，顺化医药大学，顺化农林大学，顺化科学大学，顺化经济大学，顺化艺术大学。2004年，师范大学和科学大学的各个外语学系独立称为顺化外语大学。在越南中部地区，此大学为第二大高校，最大高校为岘港大学。顺化大学为越南最重要的教育中心之一。

## 沿革
1957年，顺化大学设置師範学部、科学学部、文学部、法学部，为越南共和国主要的高等院校之一。南越覆亡后，顺化教育大学、顺化大学、顺化医科大学先后于1975年成立。1993年，農林大学成立；基于发展高等教育的需求，越南政府于1994年4月批准将顺化教育大学、顺化大学、顺化医科大学、农林大学在内的各所本科院校组建成综合性的顺化大学，并明定该校实施二级管理模式，可以在旗下再设立大学。

## 組織構成
- 师范学院 College of Education
- 理工学院 College of Sciences
- 医科・药科学院 College of Medicine and Pharmacy
- 农林学院 College of Aguriculture and Forestry
- 美术学院 College of Arts
- 经济学院 College of Economics
- 外国語学院 College of Forign Languages
- 物理教育学部 Faculty of Physical Education
- 观光学部　Faculty of Hospitality and Tourism

## 外部連結
- 順化大學的網址